# Distretto di Tonk
Il distretto di Tonk è un distretto del Rajasthan, in India, di 1 211 343 abitanti. È situato nella divisione di Ajmer e il suo capoluogo è Tonk.